# Exoribonuclează

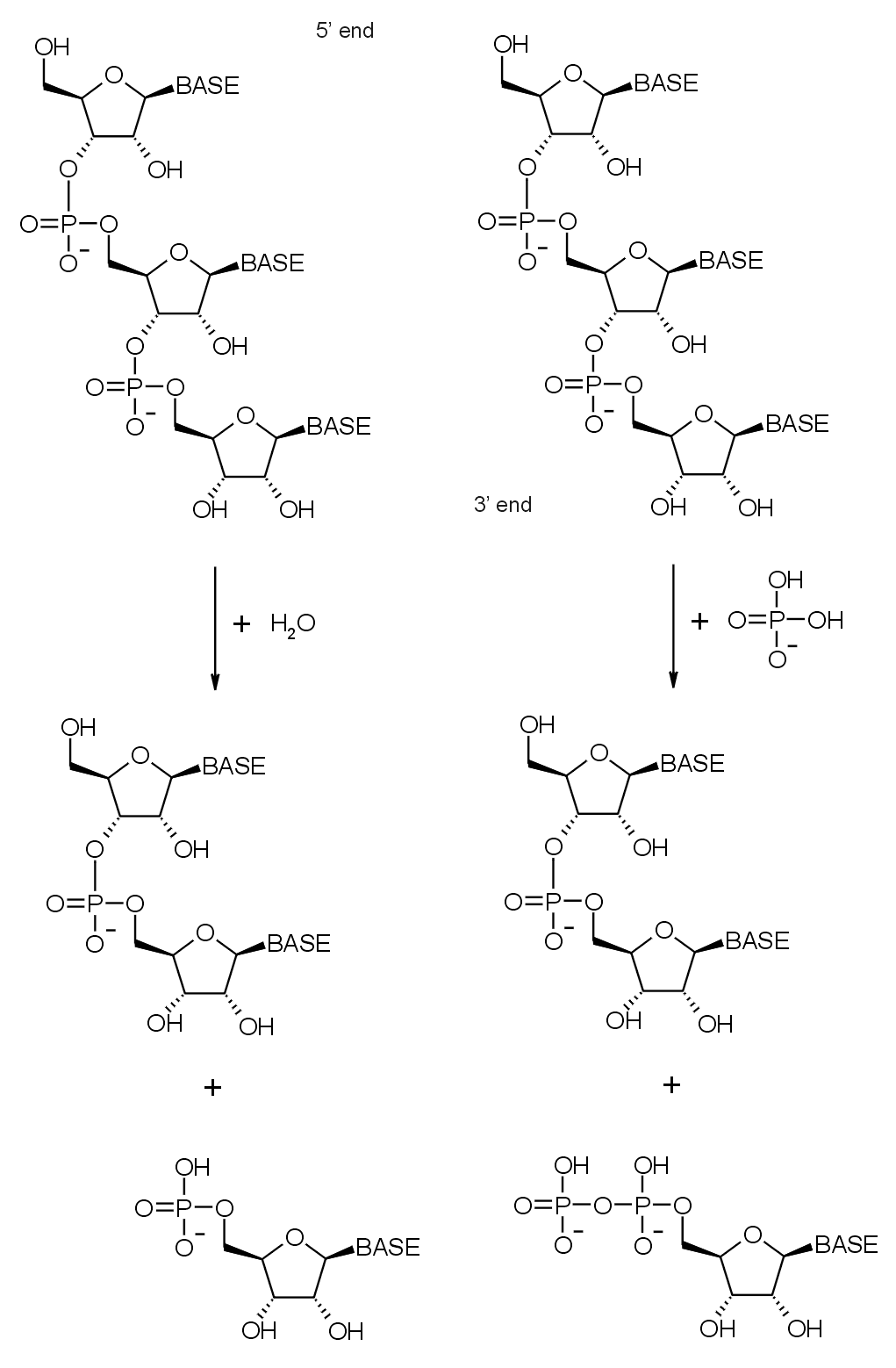
Diagrama reacțiilor pentru exoribonucleazele 3'-5' hidrolitice (stânga) și fosforolitice (dreapta) în degradarea ARN-ului.

O exoribonuclează este o enzimă atât exonuclează, cât și ribonuclează, care degradează ARN-ul prin eliminarea nucleotidelor terminale din capătul 5' sau capătul 3' al moleculei de ARN. Enzimele care elimină nucleotidele din capătul 5' sunt numite 5'-3' exoribonucleaze, iar enzimele care elimină nucleotidele din capătul 3' sunt numite 3'-5' exoribonucleaze.
Exoribonucleazele clivează legătura nucleotidă-nucleotidă, folosind fie apă (caz în care se numește activitate hidrolitică), fie fosfat anorganic (caz în care este numită activitate fosforolitică). Exoribonucleazele hidrolitice sunt clasificate sub numărul EC 3.1, iar exoribonucleazele fosforolitice sub numărul EC 2.7.7. Deoarece enzimele fosforolitice folosesc fosfat anorganic pentru a scinda legăturile, acestea eliberează adenozindisfosfat, iar enzimele hidrolitice (care folosesc apă) eliberează adenozinmonosfosfat.
Exoribonucleazele există în toate regatele biologice, bacterii, arhee și eucariote. Exoribonucleazele sunt implicate în degradarea multor tipuri diferite de ARN, printre care ARN mesager, ARN de transfer, ARN ribozomal și miRNA. Exoribonucleazele pot fi fie proteine simple (precum RNaza D sau RNaza PH), fie complexe de mai multe proteine, precum exozomul (în care sunt reprezentate patru dintre marile familii de exoribonucleaze).

## Familii majore
| Familie | Exemplu de membri  | Distribuție                                | Activitate catalitică |
| ------- | ------------------ | ------------------------------------------ | --------------------- |
| RNR     | RNază R            | Cele mai multe bacterii, toate eucariotele | 3'-5' hidrolitică     |
| RNR     | RNază II           | Cele mai multe bacterii, toate eucariotele | 3'-5' hidrolitică     |
| RNR     | Rrp44              | Cele mai multe bacterii, toate eucariotele | 3'-5' hidrolitică     |
| DEDD    | RNază D            | Anumite bacterii, toate eucariotele        | 3'-5' hidrolitică     |
| DEDD    | RNază T            | Anumite bacterii, toate eucariotele        | 3'-5' hidrolitică     |
| DEDD    | PM/Scl-100         | Anumite bacterii, toate eucariotele        | 3'-5' hidrolitică     |
| DEDD    | Oligoribonuclează  | Anumite bacterii, toate eucariotele        | 3'-5' hidrolitică     |
| RBN     | RNază BN           | Anumite bacterii                           | 3'-5' hidrolitică     |
| PDX     | PNPază             | Toate regatele                             | 3'-5' fosforolitică   |
| PDX     | PM/Scl-75          | Toate regatele                             | 3'-5' fosforolitică   |
| PDX     | RNază PH           | Toate regatele                             | 3'-5' fosforolitică   |
| RRP4    | Rrp4               | Toate eucariotele, cel mai multe arhee     | 3'-5' hidrolitică     |
| 5PX     | Exoribonucleaza I  | Toate eucariotele                          | 5'-3' hidrolitică     |
| 5PX     | Exoribonucleaza II | Toate eucariotele                          | 5'-3' hidrolitică     |